# Collisione aerea di Tybee Island
La collisione aerea di Tybee Island è un incidente avvenuto il 5 febbraio 1958, quando, durante un'esercitazione dell'aeronautica militare statunitense nei cieli al largo delle coste di Tybee Island, in Georgia, un caccia F-86 Sabre si è scontrato con un bombardiere B-47 Stratojet che trasportava una bomba termonucleare modello Mark 15 pesante 3400 kg. Per proteggere l'equipaggio da una possibile detonazione in caso di incidente, la bomba fu lanciata nelle acque sottostanti, probabilmente nei pressi della baia di Wassaw Sound e, nonostante diversi tentativi di recupero, non fu mai ritrovata.

## La collisione
Il 5 febbraio 1958, il B-47 Stratojet recante la bomba decollò dalla base aerea di Homestead, in Florida, per partecipare a una missione di bombardamento simulato. Dopo aver concluso la missione, che consisteva nel finto bombardamento di Radford, in Virginia, nelle prime ore del mattino, il bombardiere, già sulla strada del ritorno verso la Florida, fu coinvolto in uno scontro con un F-86 Sabre decollato dalla base aerea di Charleston, nella Carolina del Sud, e impegnato nella simulazione di un attacco. Dopo la collisione, il pilota del caccia, l'allora tenente Clarence Stewart, riuscì a eiettarsi prima che l'aereo si schiantasse al suolo, finendo in una palude del fiume Savannah, mentre il pilota del bombardiere, l'allora maggiore Howard Richardson, riuscì a riprendere il controllo del velivolo a una quota che nel frattempo era passata da 12000 a 5500 m.
Dopo aver tentato tre atterraggi di emergenza, al fine di ridurre il peso del velivolo e scongiurare un'accidentale detonazione della bomba, non per forza nucleare ma anche semplicemente dell'esplosivo convenzionale in essa contenuto, l'equipaggio chiese e ottenne il permesso di poter di espellere l'ordigno, che fu quindi sganciato da un'altezza di 2200 m a una velocità di crociera di circa 370 km/h. L'equipaggio, che comunicò di non aver visto alcuna esplosione quando la bomba impattò con il mare, riuscì infine ad atterrare in sicurezza alla base più vicina, la base aerea Hunter, e il colonnello Richardson fu decorato con la Distinguished Flying Cross.

## La bomba

Lo schema di una bomba termonucleare di tipo Teller-Ulam, ci cui fanno parte anche le Mark 15:
A: Stadio di fissione
B: Stadio di fissione
1: Lenti esplosive ad alto potenziale
2: Tamper in uranio-238
3: Vuoto
4: Gas di trizio racchiuso nel nocciolo cavo in plutonio o uranio
5: Schiuma polimerica (ne è un esempio il Fogbank)
6: Tamper in uranio-238
7: Cilindro cavo in deuteruro di litio
8: Cilindro di plutonio
9: Contenitore riflettente

La Mark 15 è un tipo di bomba termonucleare, il primo ad essere stato veramente trasportabile e quindi utilizzabile in un teatro di guerra, prodotto dagli Stati Uniti d'America dal 1955 al 1957 e rimasto in servizio dal 1955 al 1965, sviluppato in tre diversi modelli chiamati Mod 1, Mod 2 e Mod 3. Il primo modello fu sperimentato nel corso del test Nectar, facente parte dell'Operazione Castle, in cui la bomba rilasciò una potenza di 1,69 megatoni; il secondo modello fu fatto detonare come modello TX-15-X1 nel corso del test Cherokee, compreso nell'Operazione Redwing, e produsse una potenza di 3,8 megatoni, un valore che si ritiene fosse anche quello della potenza del Mod 3.
Per quanto riguarda la bomba coinvolta nell'incidente, avente numero di serie 47782, diverse fonti hanno descritto l'hanno descritta come un'arma termonucleare perfettamente funzionante, ossia dotata di un nocciolo di plutonio, mentre altre hanno affermato che fosse in realtà dotata di un finto nocciolo incapace di produrre un'esplosione nucleare e la conseguente fusione che avrebbe portato all'esplosione termonucleare. In ogni caso la bomba conteneva comunque circa 180 kg di esplosivo convenzionale disposto nelle lenti esplosive poste attorno al nocciolo del primo stadio e una certa quantità di uranio arricchito presente nel secondo stadio. Dal canto suo, l'aeronautica statunitense ha sempre sostenuto che la bomba, lunga 4 metri e pesante 3400 kg, era stata privata della capsula nucleare, ossia del primo stadio, l'apparato in cui avviene la fissione nucleare che dà poi inizio a quella di fusione, e che contiene, tra le altre cose, il nocciolo, prima che fosse caricata sul B-47. Come scritto inoltre nel "Form AL-569 Temporary Custodian Receipt (for maneuvers)" redatto dalla commissione per l'energia atomica statunitense e firmato dal comandante del B-47, la bomba conteneva, al posto della capsula nucleare, una capsula in piombo pesante circa 70 kg (150 libbre), e la bomba viene indicata come Mod 0. Tuttavia, secondo una testimonianza resa al Congresso nel 1966 da W. J. Howard, vice segretario alla difesa, la bomba sganciata a Tybee Island era un'arma perfettamente funzionante, dotata di una capsula nucleare vera e propria, nonché una delle due bombe contenenti un primo stadio con nocciolo in plutonio perse fino ad allora (l'altra fu una bomba termonucleare B43 persa nel Mar delle Filippine il 5 dicembre 1965 in un incidente aereo che coinvolse un A-4E Skyhawk). Ciò non di meno, lo studio di alcuni documento dello Strategic Air Command ha rivelato che i voli di esercitazione delle forze di allerta svolti nel febbraio 1958 e recanti bombe Mark 15 non erano autorizzati a volare con bombe dotate di capsule nucleari. Tale direttiva era stata emanata in attesa della messa in servizio delle più sicure capsule nucleari con nocciolo sigillato, che non sarebbe avvenuta fino al giugno del 1958.

## Tentativi di recupero
A partire dal 6 febbraio 1958, il 2700th Explosive Ordnance Disposal Squadron dell'aeronautica militare e 100 membri del personale della marina militare, iniziarono la ricerca della bomba, compiendo immersioni con sonar portatili e dragando, fino al 16 aprile, data in cui le ricerche furono sospese e la bomba fu dichiarata irrimediabilmente persa, un'area totale di circa 7,7 chilometri quadrati.
Negli anni, le teorie su quale fine avesse fatto la bomba, si sono moltiplicate. Nel 2001, il Dipartimento dell'energia affermò di ritenere che la bomba giacesse sul fondo della baia di Wassaw Sound, sotto uno strato di limo spesso da 1,5 a 4,5 metri.
Nel 2004, Derek Duke, un tenente colonnello dell'aeronautica in pensione, affermò di aver ristretto la superficie della probabile area di caduta della bomba alle dimensioni di un campo da calcio. Dopo aver iniziato una ricerca nel luogo dotato di un contatore Geiger, l'uomo rilevò in effetti una radioattività del fondale superiore di 5 volte a quella naturale, tuttavia un consulente dell'aeronautica suggerì che la fonte delle radiazioni potesse essere naturale e fosse da ricercare nei depositi di monazite della zona.
Nel 2006, un pescatore di gamberi di Tybee Island, tale Bubba Smith, raccontò sul letto di morte di aver agganciato con le reti della sua barca qualcosa di molto pesante davanti al molo della cittadina, una quarantina di anni prima, e di aver deciso di trascinarla al largo, verso sud, credendola un vecchio motore di peschereccio e volendo evitare futuri danni alle barche da pesca. Dopo aver percorso diverse miglia, Smith provò a issare la cosa ma, non riuscendovi, chiese aiuto a un sommozzatore perché liberasse comunque le sue reti. Sempre stando a quanto raccontato da Smith, quando il sommozzatore riemerse gli comunicò che la cosa che aveva trascinato non era un vecchio motore, ma una bomba. Allarmati, i due avrebbero deciso di lasciare l'ordigno lì, al largo del molo della vecchia stazione della guardia costiera, e di non farne menzione con nessuno.
Il recupero della bomba è stato oggetto anche di diverse fake news, come quella lanciata su internet nel febbraio 2015 da alcuni siti di informazione, secondo la quale la bomba era stata trovata acque di Wassaw Sound da alcuni subacquei canadesi in vacanza in Georgia e quindi recuperata dalle autorità.